# Конрад II Райц фон Бройберг
Конрад II Райц фон Бройберг или също Конрад I фон Франкенщайн (на немски: Konrad II Reiz von Breuberg; Conrad II Reiz von Breuberg; Konrad I von Frankenstein; на латински: Conradus dictus Reis de Brueberc; * пр. 1245, замък Бройберг; † 1264, замък Франкенщайн) е благородник от фамилията Райц фон Бройберг в Оденвалд и основавател на господството Франкенщайн в Оденвалд.

## Произход и управление
Фамилията (Райц фон) Бройберг е благороднически род, имал собствености в Оденвалд и във Ветерау, която произлза от господарите (Райц) фон Люцелбах от Хьохст в Оденвалд и измира през 1323 г.
Той е третият син на Конрад I Райц фон Бройберг († 1242) и съпругата му фон Еберсберг-Йагстберг († сл. 1229), дъщеря на Зибото, господар на Еберсберг-Йагстберг. Внук е на Конрад Райц фон Люцелбах (* пр. 1178; † сл. 1209). Брат е на Еберхард фон Бройберг († 1286), женен пр. 1239 г. за Мехтилд фон Бюдинген († сл. 1274), и на Зибодо фон Бройберг († сл. 1257), който е катедрален капитулар на Вюрцбург.
Конрад II построява преди 1250 г. замък Франкенщайн в Оденвалд, споменат на 2 юни 1252 г., основава господството Франкенщайн и се нарича на него фон Франкенщайн.
Конрад II се жени за Елизабет фон Вайтерщат († сл. 1275). Той е споменат в най-стария Франкенщайн-документ от 2 юни 1252 г. заедно със съпругата му Елизабет като Conradus dictus Reis de Brueberc, подписал super castro in frangenstein. След това той се нарича Конрад I фон Франкенщайн. Неговите наследници се наричат от това време също „Господари фон и цу Франкенщайн“.
По-късните наследници продават през 1662 г. основаната от него собственост на ландграф Лудвиг VI фон Хесен-Дармщат и напускат резиденцията си. Други членове на фамилията живеят днес в Мюнхен, Виена и САЩ.

## Деца
Конрад II Райц фон Бройберг и Елизабет фон Вайтерщат († сл. 1275) имат три деца:
- Конрад I фон Франкенщайн (II) (* пр. 1266, замък Бройберг; † сл. 1292, замък Франкенщайн), господар на Франкенщайн, рицар, женен за Ирменгард фон Магенхайм († сл. 1292)
- Лудвиг фон Франкенщайн (* пр. 1268; † 1290)
- Фридрих фон Франкенщайн (* пр. 1268; † сл. 1292), женен за Елизабет († сл. 1290), баща на Енгелхард I фон Франкенщайн (* пр. 1313; † сл.

1326)